# Stora Ristjärnen, Västergötland
Stora Ristjärnen är en sjö i Härryda kommun i Västergötland och ingår i Göta älvs huvudavrinningsområde. Sjön har en area på 0,0363 kvadratkilometer och ligger 109,7 meter över havet.

## Delavrinningsområde
Stora Ristjärnen ingår i det delavrinningsområde (640017-128787) som SMHI kallar för Inloppet i Landvettersjön. Medelhöjden är 110 meter över havet och ytan är 20,19 kvadratkilometer. Räknas de 14 avrinningsområdena uppströms in blir den ackumulerade arean 155,21 kvadratkilometer. Gullbergsån (Mölndalsån) som avvattnar avrinningsområdet har biflödesordning 3, vilket innebär att vattnet flödar genom totalt 3 vattendrag innan det når havet efter 29 kilometer. Avrinningsområdet består mestadels av skog (56 %) och öppen mark (21 %). Avrinningsområdet har 0,17 kvadratkilometer vattenytor vilket ger det en sjöprocent på 0,8 %. Bebyggelsen i området täcker en yta av 3,31 kvadratkilometer eller 16 % av avrinningsområdet.